# Quintette à vent d'Harbison
Pour les articles homonymes, voir Quintette à vent (homonymie).
Le Quintette à vent est une œuvre du compositeur américain John Harbison composée en 1978 et commanditée la Fondation Walter-W.-Naumburg (en).
Ce Quintette à vent constitue désormais une œuvre de référence et un défi technique lié  à l'écriture et à la langue malicieuse de John Harbison pour les formations contemporaines.
La pièce est éditée par la maison Associated Music Publishers, Inc..

## Historique
« Le Quintette, commande de la Fondation Naumburg, était une opportunité bienvenue, parce que j'admirais le jeu d'Aulos, parce que j'avais écrit une série de pièces peu pratiques, et parce que je considérais l'écriture d'un quintette pour bois comme un défi. Ce n'est pas une combinaison d'instruments naturellement heureuse, comme un quatuor à cordes. J'étais déterminé à traiter les mélanges plutôt que les contrepoints, et à rechercher une simplicité classique de la surface - pour maximiser ce que je pensais être la grande force de la combinaison, la capacité à présenter les choses clairement. La pièce met particulièrement l'accent sur les mélanges et les doublures et maintient une surface classiquement simple. Elle est extrêmement difficile à jouer, et l'une des principales récompenses de cette pièce a été l'occasion de travailler avec un certain nombre d'instrumentistes à vent pleins de ressources, curieux et intrépides, afin d'élargir leur répertoire de manière mutuellement bénéfique.
Depuis que Marsyas, un satyre joueur de flûte qui rivalisait avec le joueur de cordes Apollon, a été écorché vif parce qu'il était incapable de chanter et de jouer en même temps, les musiciens d'instruments à vent ont été condamnés à fouiller dans une littérature musicale peu abondante et sous-alimentée. Aujourd'hui, les choses changent. Les instrumentistes à vent, contraints de faire partie du présent musical, se façonnent un avenir grâce à leur énergie et à la promotion de nouvelles compositions. La collaboration avec le quintette Aulos a été enrichissante, le compositeur et l'interprète appréciant et ayant besoin de leurs compétences respectives. Le quintette Aulos a donné la première représentation au Jordan Hall de Boston le 15 avril 1979, et l'a ensuite enregistrée pour CRI (en). La pièce a été interprétée par de nombreux groupes, notamment par l'Emmanuel Wind Quintet, qui l'a jouée plus de quarante fois et l'a créée à New York en 1980. »

— John Harbison, Programme Note

## Structure
La pièce comprend cinq mouvements :
1. Intrada ;
2. Intermezzo ;
3. Romanza ;
4. Scherzo ;
5. Finale.

## Analyse
Chacun des cinq mouvements possède un caractère très différent, avec l' Intrada d'ouverture où un unisson donné au cor et au basson s'élève dans le haut de la tessiture de chaque instrument. La Romanza comporte de beaux moments de sensualité et des moments de comédie. Le moto perpetuo haletant du Scherzo présente des échanges musicaux entre la clarinette, la flûte et le basson. La Finale est soulignée par une section médiane ivre qui juxtapose des figures de marche au hautbois et au cor, contre une ligne légère à la clarinette. Dans un coup de génie, Harbison renverse les voix du groupe pendant une grande partie du quintette. Le cor et le basson parcourent les sommets de leurs tessitures, tandis que la flûte et le hautbois tracent des lignes mélodiques dans leurs registres les plus graves.

## Enregistrements
Bien que la pièce soit étudiée par les musiciens d'instruments à vent lors de leurs études et jouée en audition en particulier aux Etats-Unis, l'œuvre dispose encore de peu d'enregistrements.
- Gale Force : Wind quintets by Harbison, Barber, Hétu, Persichetti, and Copland, avec Prairie Winds, (Albany Music Distribution, 2000)[1].